# Ernst Müller-Meiningen junior
Ernst Müller-Meiningen jr. (* 8. Juni 1908 in München; † 10. April 2006 ebendort) war ein deutscher Journalist.
Er war ein wichtiger Vertreter des deutschen Nachkriegs-Journalismus und langjähriger Vorsitzender des Deutschen und Bayerischen Journalistenverbands.

## Leben

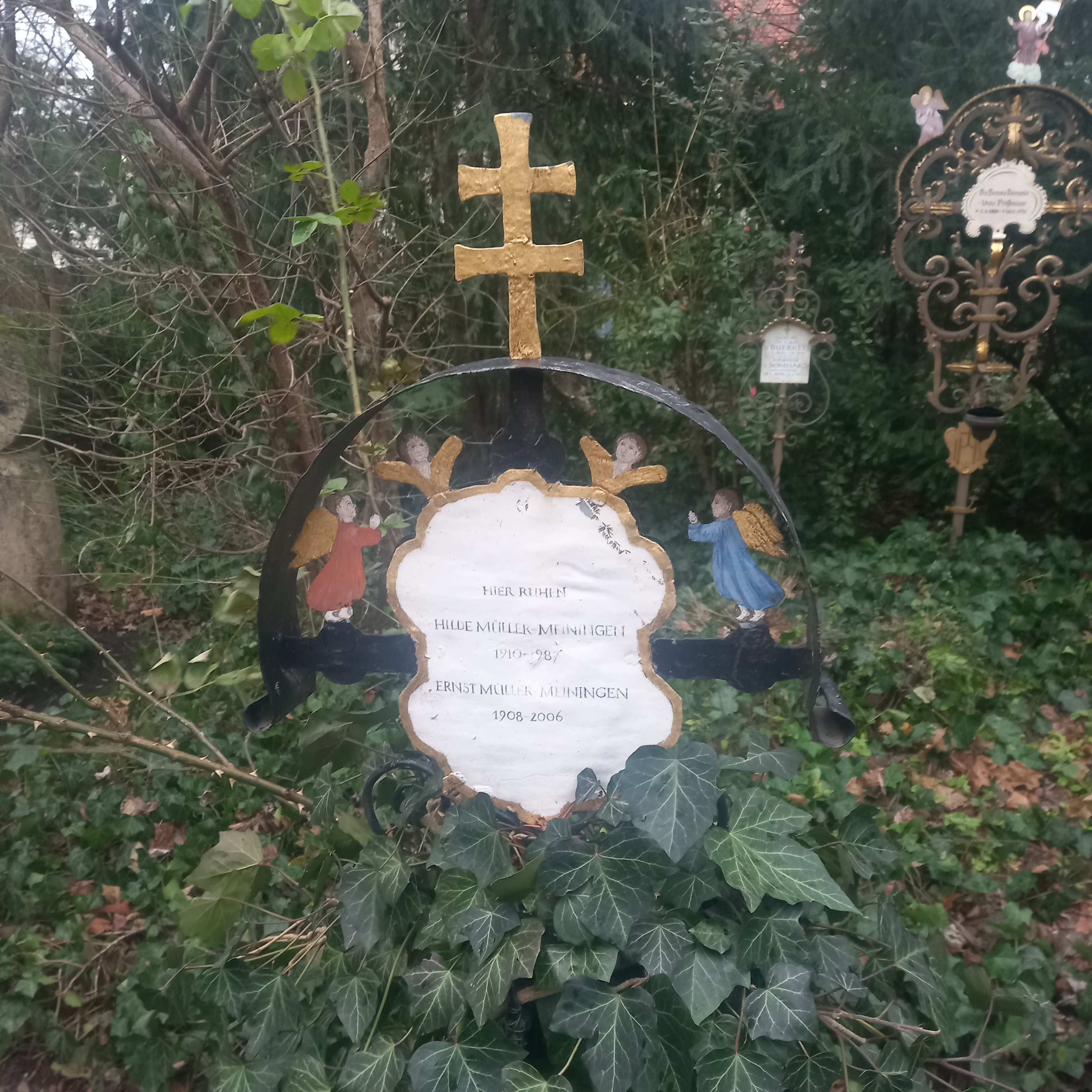
Das Grab von Ernst Müller-Meiningen junior und seiner Ehefrau Hilde auf dem Bogenhausener Friedhof in München

Er besuchte das Theresien-Gymnasium in München und studierte von 1926 bis 1930 Rechtswissenschaften in München und Kiel. Er wurde promoviert mit der Dissertation Die Beleidigung von Personen, die im öffentlichen Leben stehen. 1933 legte er die Große juristische Staatsprüfung ab.
Während der Zeit des Nationalsozialismus hatte er Berufsverbot aus politischen Gründen. Da ihm die Zulassung zum Staatsdienst oder zur Anwaltschaft verweigert wurde, fand er als juristischer Angestellter bei einer Großbank Arbeit und kam dort bis 1945 unter. Zur Unterscheidung von seinem Vater Ernst Müller-Meiningen führte er den Zusatz „jr.“ im Namen, den er bis zu seinem Tod beibehielt.
1946 trat er als Redakteur in die neugegründete Süddeutsche Zeitung (SZ) ein. Sein Kürzel „M-M.jr.“ in der SZ war sein Markenzeichen und wurde legendär. Für seinen Berufsstand war er stilprägend und wirkte traditionsbildend. Zwei Jahrzehnte lang, von 1951 bis 1971, stand er an der Spitze des Deutschen und Bayerischen Journalistenverbands. Er war Gründungsmitglied des Deutschen Presserats und gehörte diesem Selbstkontrollkollegium von 1956 bis 1970 an.
Über Jahrzehnte bestimmte er den rechtspolitischen Kurs der Süddeutschen Zeitung und setzte sich für den humanen und freiheitlichen Rechtsstaat ein. In seinen Artikeln und Kommentaren äußerte er sich zu Problemen der Justiz, der Presse „oder im weitesten Sinne von dem, was als ‚Vergangenheitsbewältigung‘ teils moniert, teils diffamiert“ wurde. So engagierte er sich gegen die Einführung der Todesstrafe und begleitete kritisch die juristische Aufarbeitung des NS-Unrechts. Er hatte nach eigener Aussage eine „Neigung zu Scherz, Satire, Ironie und, wie er hofft, zu einem Quentchen Humor“: Als der CSU-Politiker Friedrich Zimmermann im Rahmen der Spielbankenaffäre erstinstanzlich wegen fahrlässigen Falscheides verurteilt wurde und öffentlich als „Meineidbauer“ gescholten wurde, wies Müller-Meiningen jr. darauf hin, dass dieser Vorwurf unzutreffend sei, denn Zimmermann sei nachweislich nie als Landwirt tätig gewesen.
1979 verabschiedete er sich aus der Redaktion der Süddeutschen Zeitung in den Ruhestand. 1997 meldete er sich anlässlich der Diskussion um den Großen Lauschangriff in einem Leserbrief letztmals zu Wort, in dem er ironisierend anmerkte, man solle den Artikel 1 des Grundgesetzes wie folgt ergänzen: „Folter ist nur nach Maßgabe der allgemeinen Gesetze zulässig.“
Weil es sich bei einer Zeitung seiner Ansicht nach um einen Tendenzbetrieb handelte, legte er sich des Öfteren mit den SZ-Verlagsgesellschaftern an. 1951 kritisierte er heftig die Verleger wegen der Kündigung von 42 Mitarbeitern. Auf einer Betriebsratsversammlung bezeichnete er den Verleger Edmund Goldschagg als „Lordbleistiftbewahrer“ und kritisierte damit, dass dieser seiner Meinung zu Unrecht den bezahlten Posten eines Chefredakteur besetzte. Folge war, dass Müller-Meiningen gekündigt wurde, worum er sich jedoch nicht kümmerte, sondern weiterhin an seinem Arbeitsplatz erschien und auch mit dem Lokalchef und Verleger Werner Friedmann Tennis spielen ging. Bei dieser Gelegenheit nahm Friedmann die Kündigung mit der Bemerkung zurück: „Uns schifft ja sonst kein Hund mehr an.“

„Der Ausverkauf der Pressefreiheit macht in der Welt rapide Fortschritte. Für faschistische und kommunistische Diktatoren ist Freiheit ohnehin ein törichtes Fremdwort. Aber auch in freiheitlich organisierten Ländern wird die Pressefreiheit immer mehr ein Element im Zeichen fortschreitender Rationalisierung und Automatisierung mit dem Endeffekt unerbittlicher Konzentration. Diese Entwicklung aber bedeutet im journalistischen Bereich zunehmend Unsicherheit, Existenzangst, Anpassungsjournalismus, im politischen Bereich ungesunde Entwicklung zu immer hypertropheren Monopolen; die,Neuen Medien' forcieren diesen Prozess.“

## Ehrungen
- 1965: Theodor-Wolff-Preis
- 1969: Ludwig-Thoma-Medaille der Stadt München
- 1988: Wilhelm-Hoegner-Preis

## Werke
- Die Parteigenossen. Betrachtungen und Vorschläge zur Lösung des Naziproblems. Zinnen-Verlag, München 1946.
- Kommentare von Gestern und Heute. München 1966.
- Das Jahr Tausendundeins. Eine deutsche Wende? Verlag Helbing & Lichtenhahn, Basel 1987[8], ISBN 9783719009687.
- Orden, Spießer, Pfeffersäcke. Ein liberaler Streiter erinnert sich. Schweizer Verlagshaus, Zürich 1989, ISBN 3-7263-6598-2.